# Livio Meier
Livio Meier (ur. 10 stycznia 1998 w Vaduz) – liechtenstieński piłkarz szwajcarskiego pochodzenia grający na pozycji prawego pomocnika. W sezonie 2020/2021 występuje w klubie USV Eschen/Mauren.

## Kariera juniorska
Meier grał jako junior dla USV Eschen/Mauren (do 2012), FC Sankt Gallen (2012–2015) i FC Vaduz (2015–2016).

## Kariera seniorska

### FC Balzers
Meier trafił do FC Balzers 1 lipca 2016 roku. Zadebiutował dla tego klubu 7 sierpnia 2016 roku w meczu z FC Winterthur U21 (przeg. 4:0). Pierwszą bramkę zawodnik ten zdobył 1 kwietnia 2017 roku w wygranym 1:0 spotkaniu przeciwko FC Locarno. Łącznie dla FC Balzers Meier rozegrał 41 meczów, strzelając 5 goli.

### USV Eschen/Mauren
Meier przeniósł się do USV Eschen/Mauren 1 lipca 2018 roku. Debiut dla tego klubu zaliczył on 11 sierpnia 2018 roku w wygranym 1:3 spotkaniu przeciwko SV Höngg. Premierowego gola piłkarz ten strzelił 10 sierpnia 2019 roku w meczu z FC Kosova (przeg. 3:1). Do 22 maja 2021 roku Meier w barwach USV Eschen/Mauren wystąpił w 44 spotkaniach, zdobywając 3 bramki.

## Kariera reprezentacyjna
Meier grał dla młodzieżowych reprezentacji Liechtensteinu: U-17 (10 spotkań, bez bramek), U-19 (9 spotkań, bez bramek) oraz U-21 (17 spotkań bez bramek). Do 22 maja 2021 roku dla reprezentacji Liechtensteinu piłkarz ten rozegrał 16 meczów, nie strzelając żadnego gola.
| Nr. | Reprezentacja      | Przeciwko                 | Ranga                       | Data                | Gole | Wynik (ziel. wygrane, czer. przegrane) |
| --- | ------------------ | ------------------------- | --------------------------- | ------------------- | ---- | -------------------------------------- |
| 1   | Liechtenstein U-17 | Białoruś U-17             | EURO U-17 2011 – eliminacje | 21 września 2010    | 0    | 12:0                                   |
| 2   | Liechtenstein U-19 | Bośnia i Hercegowina U-19 | EURO U-19 2015 – eliminacje | 8 października 2014 | 0    | 5:0                                    |
| 3   | Liechtenstein U-21 | Grecja U-21               | EURO U-21 2015 – eliminacje | 12 listopada 2015   | 0    | 5:0                                    |
| 4   | Liechtenstein      | Katar                     | Mecz towarzyski             | 14 grudnia 2017     | 0    | 1:2                                    |